# Séparase
La séparase, ou séparine, est une protéase à sérine qui catalyse l'hydrolyse de liaisons peptidiques caractérisées par la présence d'un résidu d'arginine en position P1 et d'un résidu d'acide aminé acide en position P4 ; la position P6 est souvent occupée par un autre résidu d'acide aminé acide ou par un résidu d'acide aminé hydroxylé, qui peut être phosphorylé. Son gène est ESPL1 situé sur le chromosome 12 humain.
Cette enzyme intervient dans le déclenchement de l'anaphase en hydrolysant la cohésine, complexe (en) qui assure la cohésion des deux chromatides sœurs. Elle est codée chez l'homme par le gène ESPL1, mais le premier gène de séparase identifié a été le gène esp1 découvert en 1998 chez Saccharomyces cerevisiae,.
Hormis chez les levures, pour lesquelles cette enzyme semble pouvoir s'en passer, la séparase a besoin d'une protéine, la sécurine (en), pour adopter une conformation fonctionnelle. La sécurine joue également le rôle d'inhibiteur, en empêchant le substrat d'atteindre le site actif. La séparase est par ailleurs inhibée par phosphorylation, catalysée par le complexe kinase cycline-dépendante (en), constitué d'une kinase cycline-dépendante et d'une cycline.